# Кромпець-Морачевська Марія Петрівна
Марія Петрівна Кромпець-Морачевська (10 квітня 1897, с. Соколівка, нині Золочівський район, Львівська область, Україна — 3 листопада 1960, США) — українська художниця декоративно-ужиткового мистецтва, живописець, педагог. Дружина Юрія Морачевського, мати Софії Морачевської-Темницької.

## Життєпис
Марія Кромпець-Морачевська народилася 10 квітня 1897 року в селі Соколівці, нині Золочівського району на Львівщині.
Протягом 1922—1923 років слухала лекції у Львівській художньо-промисловій школі. 1926 року закінчила Мистецьку школу Олекси Новаківського, 1929-го — філософський факультет Львівського університету.
Працювала на різних посадах, зокрема з 1922 року в Львівській українській жіночій гімназії сестер Василіянок; одночасно у Львівській приватній учительській жіночій семінарії, Львівській жіночій гуманістичній семінарії об'єднання «Рідна школа»; У 1941—1943 роках очолювала відділ текстилю Львівської мистецької-промислової школи. Протягом 1945—1948 роках була художником-оформлювачем Українського драматичного театру ім. Марії Заньковецької, в якому займалася створенням театральних костюмів спільно з Елею Олесницькою.
Від 1948 — у Відні, а в 1950 році емігрувала в місто Філадельфію (США), де протягом 1950–1958 років працювала учителем школи при церкві Святого Миколая. Брала активну участь в українській громаді згаданого міста. Була членом Союзу українок Америки та Світової федерації українських жіночих організацій.
Загинула 3 листопада 1960 року в автокатастрофі. Похована в місті Філадельфії (США).

## Творчість
Від 1926 — учасниця виставок. У своїх роботах зберігала національний стиль у сучасному побуті. У серветках, завісах та килимах застосовувала зразки народного мистецтва, а також їх популяризувала протягом 1930-х років у публікаціях журналу «Нова хата».
У доробку Кромпець-Морачевської є живописні етюди, пейзажі («Розквітла яблунька», 1925), натюрморти та портрети. Написала спогад про Олексу Новаківського, який надрукований 1935 року в журналі «Нова хата». Мала кілька учнів, серед яких: Іванна Нижник-Винників, Віра Свєнціцька, Євгенія Чапельська-Курилович, Олена Вергановська.